# برونو ملو
برونو فریرا ملو (پرتغالی: Bruno Ferreira Melo؛ زادهٔ ۲۶ اکتبر ۱۹۹۲) که به اختصار برونو ملو نیز خطاب می‌شود، بازیکن فوتبال اهل برزیل است که در پست مدافع به شکل قرضی از فورتالزا برای باشگاه ورزشی گویاس در سری آ برزیل بازی می‌کند.
از باشگاه‌هایی که در آن بازی کرده‌است می‌توان به باشگاه فوتبال کورینتیانس اشاره کرد.